# 萌白
萌白（めじろ、本名：森脇萌香、英：Mejiro、2002年＜平成14年＞8月29日-）は、日本の画家（オンライン画家）。
神奈川県横浜市出身。所属事務所は合同会社エムフォワード。身長：150cm。

## 概要
2018年に高校（デザインの専門学校）に進学するが、型にハマった授業に疑問を持つように。また周囲と上手くコミュニケーションが取れず、居場所がなかった。画家として活動したいと両親に相談し、同時に高校を中退した。その後SNSに自身の作品を投稿したことで脚光を浴びるようになり、当時17歳で画家（オンライン画家）となった。これにより少しずつ絵の依頼を受けたり発表した絵が売れたりなど、活動が広がっていった。また絵に限らずファッション、インテリア、ジュエリーのデザインも手掛けている。
　彼女の作品はスマホに指で絵を描くのが特徴で、人物画を描くことが多い。リアルな肌質と細かな模様を組み合わせた画風。水彩のような透明感のある軽いタッチの作品もあれば、油絵のような立体感のある重厚な作品もあり、見る人は必ず指で描いたことに驚く。

## 略歴
幼少期
　幼稚園の時の将来の夢はアイドル歌手。なりたいと思ったきっかけは昭和のアイドルを見てかっこいいと思ったから。実際に友人に自作の曲を披露したこともあった。この時から絵を描くのも好きで、小学生になった際授業中のノートに落書きしていたせいで怒られたこともあった。また母の誕生日にダンゴムシがたくさん入った箱をプレゼントしたり、木登りしたりなど活発な少女であった。
　小学生になると同じ地区の女の子たちとの相性が合わず、なかなか友人を作ることができなかった（同じ学校のことは仲が良かったそう）。萌白さんのことをよく思っていない同級生の母親に身に覚えもない噂を流されたことで、登下校や休み時間は一人でいることが多かった。そのせいか「学校に行きたくない！」と大泣きしたこともあったそう。
中学
　中学生時代に精神的を病んでしまいそれに心配した両親は叱っていたが、それを煩わしく思うようになり家族との折り合いも悪くなっていってしまった。それの影響か、この時に描いた絵はグロテスクなものが多かった。
高校
　デザイン系の高校に進学し、1年生の時は仲の良い友人と楽しく学生生活を送っていた。この段階では大学に進学し企業に進学していこうと思っていた。しかし型にハマった授業に疑問を持つようになったり、仲の良いグループ内で喧嘩が起きてしまったことをきっかけに、萌白さんの生活は変わった。喧嘩の仲裁に入ったことでそれを気に入らなかった人からいじめを受けるようになり、クラスで孤立してしまった。いじめのせいで学校に行くのが怖くなり、家を出てからはずっとカフェにこもってそのまま不登校になった。
　カフェでずっと絵を描いていた萌白さんだが、堂々とスケッチブックを広げて描くと視線が気になるということでスマホで絵を描いていた。これが現在の活動につながっていく。
画家として活動するまで
　両親に何度か学校を辞めたいと相談したが、高額な学費を払って入学したことから辞めるのはもったいないと思い、通ってはまた不登校になるの繰り返しだった。不登校の間ずっと絵を描いておりそれをSNSに投稿したところ、画家としての仕事の依頼が来た。お仕事の依頼を受けるたび、画家を仕事にしたいと思うようになった。ちなみにこのスマホアートは独学で覚えたもので、スマホアート自体は中学生の頃から始めていた。
　デジタルアート作品は1作品数百万円、オークションサービスを利用して1作品1300万円で落札されたケースもある。
絵画教室
　以前から教室を開いてみたいという思いはあったが、人前だと緊張してしまう為なかなか踏み出せずにいた。新型コロナウイルスの影響でオンライン授業が主流になってきたことで、「これなら私もやれるかも」と思いオンライン絵画教室を開くことになった。教室には同い年や年上が多いなか、先生と慕ってくれたりSNSで「今日の授業楽しかった」などといったコメントを見るたびにやりがいを感じている。オンライン授業は予約制だが、基本的に24時間いつでも開講しているのが魅力に繋がっていると考えている。今後は幼稚園から小学生の絵画クラスを展開していくことを視野に入れている。
　現在生徒は13歳から60歳まで幅広い世代が通っており、人数は260名を超えている。中には美大に通う生徒もいるそう。また人間関係や現状に悩む若者や、自分らしさを主張することに勇気が持てない生徒も多く通っている。授業の内容は、あるテーマを生徒に与え、それぞれが描いてきた絵を講評していくというもの。これには「テクニックを学ぶより自分自身（才能や感性）を表現できるようになること、そして自分の世界観と自分の表現力を信じることが大事」という萌白自身の信念に基づいたもの。これに対し生徒は「自分のスマホで萌白先生のような絵を描けるようになりたい」「個性を尊重してくれチャレンジすることで新しい自分を発見できた」「萌白先生から学べることは絵以外にもたくさんあって、自分の将来にも活かせそう」といった声が寄せられている。
総括
　これら全ての活動は”自分の好きなこと”　”自分が作りたいもの”を作ることが根本にある。今後も好きなもの、したいことを自由にしていきたいと思っている。

## メディア掲載
- 神奈川新聞（2020年5月12日）[1]
- 日本テレビ「マツコ会議」（2021年7月31日）[7][8][9]
- 日本テレビ「ゼロイチ」（2021年5月15日）[10]
- TBSテレビ「サンデージャポン」（2021年5月23日）[3]
- TBSテレビ「林先生が驚く初耳学」（2021年8月1日）[11]
- テレビ朝日「激レアさん連れてきた」（2021年11月15日）[12]

## 展示
- AMANE ONLINE GALLERY 17歳の画家 萌白 個展[13][14]　（期間： 2020年7月20日12時～2020年8月29日0時、主催： Gallery+Sushi三郎寿司あまね）